# Temporada da ATP de 2022
A temporada da ATP de 2022 foi o circuito masculino dos tenistas profissionais de elite para o ano em questão. A Associação de Tenistas Profissionais (ATP) organiza a maioria dos eventos – os ATP Masters 1000, ATP 500, os ATP 250, o de fim de temporada (ATP Finals), o ATP Next Gen Finals e a ATP Cup, enquanto que a Federação Internacional de Tênis (ITF) tem os torneios do Grand Slam e a Copa Davis. A Laver Cup completa a lista.
Como parte da reação do esporte internacional à invasão da Ucrânia pela Rússia, a ATP, a WTA (Associação de Tênis Feminino), a ITF (Federação Internacional de Tênis) e os quatro torneios do Grand Slam anunciaram conjuntamente medidas contra Rússia e Bielorrússia:
- Torneios cancelados (no caso, o ATP de Moscou, em outubro);
- Os jogadores podem competir em eventos individuais, mas sob bandeira neutra[nota 1]
- As equipes nacionais foram excluídas da Copa Davis, o que gerou uma movimentação relevante: a Sérvia, que recebeu convite para jogar diretamente o Finals, agora se classifica por desempenho, no lugar da Rússia, defensora do título. Isso deixa vago o posto do convidado que, segundo a organização, irá para um das 12 equipes eliminadas no qualificatório, já ocorrido depois que a mudança foi anunciada.[3]

Adicionalmente, o All England Lawn Tennis and Croquet Club (AELTC) proibiu a participação de tenistas desses países no Torneio de Wimbledon de 2022.

## Calendário

### Países
| Torneios | País(es)                                                                           | País(es)                                                                                 |
| -------- | ---------------------------------------------------------------------------------- | ---------------------------------------------------------------------------------------- |
| 12       | Estados Unidos                                                                     | Estados Unidos                                                                           |
| 7        | França                                                                             | França                                                                                   |
| 6        | Austrália                                                                          | Itália                                                                                   |
| 5        | Alemanha · Espanha                                                                 | Grã-Bretanha                                                                             |
| 3        | Suíça                                                                              | Suíça                                                                                    |
| 2        | Argentina · Áustria · México                                                       | Países Baixos · Suécia                                                                   |
| 1        | Bélgica · Brasil · Bulgária · Canadá · Catar · Cazaquistão · Chile · Coreia do Sul | Croácia · Emirados Árabes Unidos · Índia · Israel · Japão · Marrocos · Portugal · Sérvia |

### Mês a mês

#### Legenda
Abaixo estão exemplos, com explicações usando o elemento dica de contexto. Basta passar o cursor sobre cada linha pontilhada para lê-las.
| Semana de                   | Torneio                                                                                        | Campeã(s)(o/ões)            | Vice-campeã(s)(o/ões)     | Resultado            |
| --------------------------- | ---------------------------------------------------------------------------------------------- | --------------------------- | ------------------------- | -------------------- |
| 16 de janeiro 23 de janeiro | Australian Open · Melbourne, Austrália · Grand Slam · A$ 12.176.550 – duro – 128S•96Q•64D•32DM | jogador(a) 1                | jogador(a) 2              | 7–61, 4–6, 7–6(10–6) |
| 16 de janeiro 23 de janeiro | Australian Open · Melbourne, Austrália · Grand Slam · A$ 12.176.550 – duro – 128S•96Q•64D•32DM | jogador(a) 3 · jogador(a) 4 | jogador(a) 5 jogador(a) 6 | 4–6, 6–4, [11–9]     |
| 16 de janeiro 23 de janeiro | Australian Open · Melbourne, Austrália · Grand Slam · A$ 12.176.550 – duro – 128S•96Q•64D•32DM | jogadora 7 jogador 8        | jogadora 9 jogador 10     | 6–2, 4–6, [10–3]     |

| Casos excepcionais | Premiação               | Grand Slam | Grand Slam | Grand Slam |
| Casos excepcionais | Premiação               | Variável   |            |            |
| Casos excepcionais | Número de participantes | QD         | E          |            |
| Casos excepcionais | Ordenação dos torneios  |            |            |            |

| Ícones | Clicável      |                                        |                                           |
| Ícones | Clicável      | edição do torneio                      |                                           |
| Ícones | Não-clicáveis |                                        | primeiro título conquistado na modalidade |
| Ícones | Não-clicáveis | o(a) jogador(a)/país defendeu o título |                                           |

#### Janeiro
| Semana de                   | Torneio                                                                                        | Campeã(s)(o/ões)                                                                 | Vice-campeã(s)(o/ões) | Resultado                |
| --------------------------- | ---------------------------------------------------------------------------------------------- | -------------------------------------------------------------------------------- | --- | ------------------------ |
| 3 de janeiro                | Adelaide International 1 Adelaide, Austrália ATP 250 US$ 416.800 – duro – 28S•16Q•24D          | Gaël Monfils                                                                     | Karen Khachanov | 6–4, 6–4                 |
| 3 de janeiro                | Adelaide International 1 Adelaide, Austrália ATP 250 US$ 416.800 – duro – 28S•16Q•24D          | Rohan Bopanna · Ramkumar Ramanathan                                              | Ivan Dodig Marcelo Melo | 7–66, 6–1                |
| 3 de janeiro                | Melbourne Summer Set Melbourne, Austrália ATP 250 US$ 521.000 – duro – 28S•16Q•24D             | Rafael Nadal                                                                     | Maxime Cressy | 7–66, 6–3                |
| 3 de janeiro                | Melbourne Summer Set Melbourne, Austrália ATP 250 US$ 521.000 – duro – 28S•16Q•24D             | Wesley Koolhof Neal Skupski                                                      | Aleksandr Nedovyesov Aisam-ul-Haq Qureshi                                                                                   | 6–4, 6–4                 |
| 3 de janeiro                | ATP Cup Sydney, Austrália Competição de curta duração entre países US$ 10.000.000 – duro – 16E | Canadá · Félix Auger-Aliassime · Steven Diez · Brayden Schnur · Denis Shapovalov | Espanha · Roberto Bautista Agut · Pablo Carreño Busta · Alejandro Davidovich Fokina · Pedro Martínez · Albert Ramos-Viñolas | 2–0                      |
| 10 de janeiro               | Adelaide International 2 Adelaide, Austrália ATP 250 US$ 521.000 – duro – 28S•16Q•24D          | Aslan Karatsev                                                                   | Andy Murray | 6–3, 6–3                 |
| 10 de janeiro               | Adelaide International 2 Adelaide, Austrália ATP 250 US$ 521.000 – duro – 28S•16Q•24D          | John Peers Filip Polášek                                                         | Simone Bolelli Fabio Fognini                                                                                                | 7–5, 7–5                 |
| 10 de janeiro               | Sydney Tennis Classic Sydney, Austrália ATP 250 US$ 493.875 – duro – 28S•16Q•24D               | Thanasi Kokkinakis                                                               | Arthur Rinderknech | 66–7, 7–65, 6–3          |
| 10 de janeiro               | Sydney Tennis Classic Sydney, Austrália ATP 250 US$ 493.875 – duro – 28S•16Q•24D               | Wesley Koolhof Neal Skupski                                                      | Ariel Behar Gonzalo Escobar                                                                                                 | 7–65, 6–4                |
| 17 de janeiro 24 de janeiro | Australian Open Melbourne, Austrália Grand Slam A$ 34.102.075 – duro – 128S•128Q•64D•32DM      | Rafael Nadal                                                                     | Daniil Medvedev | 2–6, 56–7, 6–4, 6–4, 7–5 |
| 17 de janeiro 24 de janeiro | Australian Open Melbourne, Austrália Grand Slam A$ 34.102.075 – duro – 128S•128Q•64D•32DM      | Thanasi Kokkinakis Nick Kyrgios                                                  | Matthew Ebden Max Purcell                                                                                                   | 7–5, 6–4                 |
| 17 de janeiro 24 de janeiro | Australian Open Melbourne, Austrália Grand Slam A$ 34.102.075 – duro – 128S•128Q•64D•32DM      | Kristina Mladenovic Ivan Dodig                                                   | Jaimee Fourlis Jason Kubler                                                                                                 | 6–3, 6–4                 |
| 31 de janeiro               | Córdoba Open Córdoba, Argentina ATP 250 US$ 493.875 – saibro – 28S•16Q•16D                     | Albert Ramos-Viñolas                                                             | Alejandro Tabilo | 4–6, 6–3, 6–4            |
| 31 de janeiro               | Córdoba Open Córdoba, Argentina ATP 250 US$ 493.875 – saibro – 28S•16Q•16D                     | Santiago González Andrés Molteni                                                 | Andrej Martin Tristan-Samuel Weissborn                                                                                      | 7–5, 6–3                 |
| 31 de janeiro               | Open Sud de France Montpellier, França ATP 250 € 490.990 – duro (coberto) – 28S•16Q•16D        | Alexander Bublik                                                                 | Alexander Zverev | 6–4, 6–3                 |
| 31 de janeiro               | Open Sud de France Montpellier, França ATP 250 € 490.990 – duro (coberto) – 28S•16Q•16D        | Pierre-Hugues Herbert Nicolas Mahut                                              | Lloyd Glasspool Harri Heliövaara                                                                                            | 4–6, 7–63, [12–10]       |
| 31 de janeiro               | Tata Open Maharashtra Pune, Índia ATP 250 US$ 493.875 – duro – 28S•16Q•16D                     | João Sousa                                                                       | Emil Ruusuvuori | 7–69, 4–6, 6–1           |
| 31 de janeiro               | Tata Open Maharashtra Pune, Índia ATP 250 US$ 493.875 – duro – 28S•16Q•16D                     | Rohan Bopanna Ramkumar Ramanathan                                                | Luke Saville John-Patrick Smith                                                                                             | 106–7, 6–3, [10–6]       |

#### Fevereiro
| Semana de       | Torneio | Campeão(s) | Vice-campeão(s) | Resultado                               |
| --------------- | --- | --- | --- | --------------------------------------- |
| 7 de fevereiro  | ABN AMRO World Tennis Tournament Roterdã, Países Baixos ATP 500 € 1.349.070 – duro (coberto) – 32S•16Q•16D•4QD | Félix Auger-Aliassime | Stefanos Tsitsipas | 6–4, 6–2                                |
| 7 de fevereiro  | ABN AMRO World Tennis Tournament Roterdã, Países Baixos ATP 500 € 1.349.070 – duro (coberto) – 32S•16Q•16D•4QD | Robin Haase Matwé Middelkoop | Lloyd Harris Tim Pütz | 4–6, 7–65, [10–5]                       |
| 7 de fevereiro  | Argentina Open Buenos Aires, Argentina ATP 250 US$ 686.700 – saibro – 28S•16Q•16D | Casper Ruud | Diego Schwartzman | 5–7, 6–2, 6–3                           |
| 7 de fevereiro  | Argentina Open Buenos Aires, Argentina ATP 250 US$ 686.700 – saibro – 28S•16Q•16D | Santiago González Andrés Molteni | Fabio Fognini Horacio Zeballos                                                                                            | 6–1, 6–1                                |
| 7 de fevereiro  | Dallas Open Dallas, Estados Unidos ATP 250 US$ 792.980 – duro (coberto) – 28S•16Q•16D | Reilly Opelka | Jenson Brooksby | 7–65, 7–63                              |
| 7 de fevereiro  | Dallas Open Dallas, Estados Unidos ATP 250 US$ 792.980 – duro (coberto) – 28S•16Q•16D | Marcelo Arévalo Jean-Julien Rojer | Lloyd Glasspool Harri Heliövaara                                                                                          | 7–64, 6–4                               |
| 14 de fevereiro | Rio Open Rio de Janeiro, Brasil ATP 500 US$ 1.815.115 – saibro – 28S•16Q•16D•4QD | Carlos Alcaraz | Diego Schwartzman | 6–4, 6–2                                |
| 14 de fevereiro | Rio Open Rio de Janeiro, Brasil ATP 500 US$ 1.815.115 – saibro – 28S•16Q•16D•4QD | Simone Bolelli Fabio Fognini | Bruno Soares Jamie Murray                                                                                                 | 7–5, 26–7, [10–6]                       |
| 14 de fevereiro | Delray Beach Open Delray Beach, Estados Unidos ATP 250 US$ 664.275 – duro – 28S•16Q•16D | Cameron Norrie | Reilly Opelka | 7–61, 7–64                              |
| 14 de fevereiro | Delray Beach Open Delray Beach, Estados Unidos ATP 250 US$ 664.275 – duro – 28S•16Q•16D | Marcelo Arévalo Jean-Julien Rojer | Aleksandr Nedovyesov Aisam-ul-Haq Qureshi                                                                                 | 6–2, 56–7, [10–4]                       |
| 14 de fevereiro | Qatar ExxonMobil Open Doha, Catar ATP 250 US$ 1.176.595 – duro – 28S•16Q•16D | Roberto Bautista Agut | Nikoloz Basilashvili | 6–3, 6–4                                |
| 14 de fevereiro | Qatar ExxonMobil Open Doha, Catar ATP 250 US$ 1.176.595 – duro – 28S•16Q•16D | Wesley Koolhof Neal Skupski | Rohan Bopanna Denis Shapovalov                                                                                            | 7–64, 6–1                               |
| 14 de fevereiro | Open 13 Provence Marselha, França ATP 250 € 622.610 – duro (coberto) – 28S•16Q•16D | Andrey Rublev | Félix Auger-Aliassime | 7–5, 7–64                               |
| 14 de fevereiro | Open 13 Provence Marselha, França ATP 250 € 622.610 – duro (coberto) – 28S•16Q•16D | Denys Molchanov · Andrey Rublev | Raven Klaasen Ben McLachlan                                                                                               | 4–6, 7–5, [10–7]                        |
| 21 de fevereiro | Abierto Mexicano Telcel Acapulco, México ATP 500 US$ 1.832.890 – duro – 32S•16Q•16D•4QD | Rafael Nadal | Cameron Norrie | 6–4, 6–4                                |
| 21 de fevereiro | Abierto Mexicano Telcel Acapulco, México ATP 500 US$ 1.832.890 – duro – 32S•16Q•16D•4QD | Feliciano López · Stefanos Tsitsipas | Marcelo Arévalo Jean-Julien Rojer                                                                                         | 7–5, 6–4                                |
| 21 de fevereiro | Dubai Duty Free Tennis Championships Dubai, Emirados Árabes Unidos ATP 500 US$ 2.949.665 – duro – 32S•16Q•16D•4QD | Andrey Rublev | Jiří Veselý | 6–3, 6–4                                |
| 21 de fevereiro | Dubai Duty Free Tennis Championships Dubai, Emirados Árabes Unidos ATP 500 US$ 2.949.665 – duro – 32S•16Q•16D•4QD | Tim Pütz Michael Venus | Nikola Mektić Mate Pavić                                                                                                  | 6–3, 56–7, [16–14]                      |
| 21 de fevereiro | Chile Dove Men+Care Open Santiago, Chile ATP 250 US$ 546.340 – saibro – 28S•16Q•16D | Pedro Martínez | Sebastián Báez | 4–6, 6–4, 6–4                           |
| 21 de fevereiro | Chile Dove Men+Care Open Santiago, Chile ATP 250 US$ 546.340 – saibro – 28S•16Q•16D | Rafael Matos Felipe Meligeni Rodrigues Alves | André Göransson Nathaniel Lammons                                                                                         | 7–68, 7–63                              |
| 28 de fevereiro | Copa Davis: qualificatório Pau, França – duro (coberto) Marbella, Espanha – saibro Espoo, Finlândia – duro (coberto) Reno, Estados Unidos – duro (coberto) Haia, Países Baixos - saibro (coberto) Rio de Janeiro, Brasil - saibro Bratislava, Eslováquia - duro (coberto) Sydney, Austrália - duro Oslo, Noruega - duro (coberto) Helsingborg, Suécia - duro (coberto) Buenos Aires, Argentina - saibro Seul, Coreia do Sul - duro (coberto) Competição de longa duração entre países | · França · Espanha · Bélgica · Estados Unidos · Países Baixos · Alemanha · Itália · Austrália · Cazaquistão · Suécia · Argentina · Coreia do Sul | · Equador · Roménia · Finlândia · Colômbia · Canadá · Brasil · Eslováquia · Hungria · Noruega · Japão · Chéquia · Áustria | 3–0 3–1 3–2 3–0 3–1 3–2 3–1 3–2 3–0 3–1 |

#### Março
| Semana de               | Torneio                                                                                           | Campeão(s)                | Vice-campeão(s)                          | Resultado |
| ----------------------- | ------------------------------------------------------------------------------------------------- | ------------------------- | ---------------------------------------- | --------- |
| 7 de março 14 de março  | BNP Paribas Open Indian Wells, Estados Unidos ATP Masters 1000 US$ 8.584.055 – duro – 96S•48Q•32D | Taylor Fritz              | Rafael Nadal                             | 6–3, 7–65 |
| 7 de março 14 de março  | BNP Paribas Open Indian Wells, Estados Unidos ATP Masters 1000 US$ 8.584.055 – duro – 96S•48Q•32D | John Isner Jack Sock      | Santiago González Édouard Roger-Vasselin | 7–64, 6–3 |
| 21 de março 28 de março | Miami Open Miami, Estados Unidos ATP Masters 1000 US$ 8.584.055 – duro – 96S•48Q•32D              | Carlos Alcaraz            | Casper Ruud                              | 7–5, 6–4  |
| 21 de março 28 de março | Miami Open Miami, Estados Unidos ATP Masters 1000 US$ 8.584.055 – duro – 96S•48Q•32D              | Hubert Hurkacz John Isner | Wesley Koolhof Neal Skupski              | 7–65, 6–4 |

#### Abril
| Semana de   | Torneio | Campeão(s)                        | Vice-campeão(s)                   | Resultado          |
| ----------- | --- | --------------------------------- | --------------------------------- | ------------------ |
| 4 de abril  | Fayez Saforim & Co. U.S. Men's Clay Court Championship Houston, Estados Unidos ATP 250 US$ 665.330 – saibro – 28S•16Q•16D | Reilly Opelka                     | John Isner                        | 6–3, 7–67          |
| 4 de abril  | Fayez Saforim & Co. U.S. Men's Clay Court Championship Houston, Estados Unidos ATP 250 US$ 665.330 – saibro – 28S•16Q•16D | Matthew Ebden · Max Purcell       | Ivan Sabanov Matej Sabanov        | 6–3, 6–3           |
| 4 de abril  | Grand Prix Hassan II Marraquexe, Marrocos ATP 250 € 597.900 – saibro – 32S•16Q•16D                                        | David Goffin                      | Alex Molčan                       | 3–6, 6–3, 6–3      |
| 4 de abril  | Grand Prix Hassan II Marraquexe, Marrocos ATP 250 € 597.900 – saibro – 32S•16Q•16D                                        | Rafael Matos David Vega Hernández | Andrea Vavassori Jan Zieliński    | 6–1, 7–5           |
| 11 de abril | Rolex Monte-Carlo Masters Roquebrune-Cap-Martin, França ATP Masters 1000 € 5.802.475 – saibro – 56S•28Q•28D               | Stefanos Tsitsipas                | Alejandro Davidovich Fokina       | 6–3, 7–63          |
| 11 de abril | Rolex Monte-Carlo Masters Roquebrune-Cap-Martin, França ATP Masters 1000 € 5.802.475 – saibro – 56S•28Q•28D               | Rajeev Ram Joe Salisbury          | Juan Sebastián Cabal Robert Farah | 6–4, 3–6, [10–7]   |
| 18 de abril | Barcelona Open Banc Sabadell Barcelona, Espanha ATP 500 € 2.802.580 – saibro – 48S•24Q•16D•4QD                            | Carlos Alcaraz                    | Pablo Carreño Busta               | 6–3, 6–2           |
| 18 de abril | Barcelona Open Banc Sabadell Barcelona, Espanha ATP 500 € 2.802.580 – saibro – 48S•24Q•16D•4QD                            | Kevin Krawietz Andreas Mies       | Wesley Koolhof Neal Skupski       | 36–7, 7–65, [10–6] |
| 18 de abril | Serbia Open Belgrado, Sérvia ATP 250 € 597.900 – saibro – 28S•16Q•16D                                                     | Andrey Rublev                     | Novak Djokovic                    | 6–2, 46–7, 6–0     |
| 18 de abril | Serbia Open Belgrado, Sérvia ATP 250 € 597.900 – saibro – 28S•16Q•16D                                                     | Ariel Behar Gonzalo Escobar       | Nikola Mektić Mate Pavić          | 6–2, 3–6, [10–7]   |
| 25 de abril | Millennium Estoril Open Estoril, Portugal ATP 250 € 597.900 – saibro – 28S•16Q•16D                                        | Sebastián Báez                    | Frances Tiafoe                    | 6–3, 6–2           |
| 25 de abril | Millennium Estoril Open Estoril, Portugal ATP 250 € 597.900 – saibro – 28S•16Q•16D                                        | Nuno Borges · Francisco Cabral    | Máximo González André Göransson   | 6–2, 6–3           |
| 25 de abril | BMW Open Munique, Alemanha ATP 250 € 597.900 – saibro – 28S•16Q•16D                                                       | Holger Rune                       | Botic van de Zandschulp           | 4–3, ab.           |
| 25 de abril | BMW Open Munique, Alemanha ATP 250 € 597.900 – saibro – 28S•16Q•16D                                                       | Kevin Krawietz · Andreas Mies     | Rafael Matos David Vega Hernández | 4–6, 6–4, [10–7]   |

#### Maio
| Semana de             | Torneio                                                                                      | Campeã(s)(o/ões)                  | Vice-campeã(s)(o/ões)             | Resultado          |
| --------------------- | -------------------------------------------------------------------------------------------- | --------------------------------- | --------------------------------- | ------------------ |
| 2 de maio             | Mutua Madrid Open Madri, Espanha ATP Masters 1000 € 6.575.560 – saibro – 56S•28Q•28D         | Carlos Alcaraz                    | Alexander Zverev                  | 6–3, 6–1           |
| 2 de maio             | Mutua Madrid Open Madri, Espanha ATP Masters 1000 € 6.575.560 – saibro – 56S•28Q•28D         | Wesley Koolhof Neal Skupski       | Juan Sebastián Cabal Robert Farah | 46–7, 6–4, [10–5]  |
| 9 de maio             | Internazionali BNL d'Italia Roma, Itália ATP Masters 1000 € 6.008.725 – saibro – 56S•28Q•32D | Novak Djokovic                    | Stefanos Tsitsipas                | 6–0, 7–65          |
| 9 de maio             | Internazionali BNL d'Italia Roma, Itália ATP Masters 1000 € 6.008.725 – saibro – 56S•28Q•32D | Nikola Mektić · Mate Pavić        | John Isner Diego Schwartzman      | 6–2, 66–7, [12–10] |
| 16 de maio            | Gonet Geneva Open Genebra, Suíça ATP 250 € 597.900 – saibro – 28S•16Q•16D                    | Casper Ruud                       | João Sousa                        | 7–63, 4–6, 7–61    |
| 16 de maio            | Gonet Geneva Open Genebra, Suíça ATP 250 € 597.900 – saibro – 28S•16Q•16D                    | Nikola Mektić Mate Pavić          | Pablo Andújar Matwé Middelkoop    | 2–6, 6–2, [10–3]   |
| 16 de maio            | Open Parc Auvergne-Rhône-Alpes Lyon Lyon, França ATP 250 € 597.900 – saibro – 28S•16Q•16D    | Cameron Norrie                    | Alex Molčan                       | 6–3, 36–7, 6–1     |
| 16 de maio            | Open Parc Auvergne-Rhône-Alpes Lyon Lyon, França ATP 250 € 597.900 – saibro – 28S•16Q•16D    | Ivan Dodig Austin Krajicek        | Máximo González Marcelo Melo      | 6–3, 6–4           |
| 23 de maio 30 de maio | Torneio de Roland Garros Paris, França Grand Slam € 21.494.300 – saibro – 128S•128Q•64D•32DM | Rafael Nadal                      | Casper Ruud                       | 6–3, 6–3, 6–0      |
| 23 de maio 30 de maio | Torneio de Roland Garros Paris, França Grand Slam € 21.494.300 – saibro – 128S•128Q•64D•32DM | Marcelo Arévalo Jean-Julien Rojer | Ivan Dodig Austin Krajicek        | 46–7, 7–65, 6–3    |
| 23 de maio 30 de maio | Torneio de Roland Garros Paris, França Grand Slam € 21.494.300 – saibro – 128S•128Q•64D•32DM | Ena Shibahara · Wesley Koolhof    | Ulrikke Eikeri Joran Vliegen      | 7–65, 6–2          |

#### Junho
| Semana de              | Torneio                                                                                           | Campeã(s)(o/ões)                   | Vice-campeã(s)(o/ões)            | Resultado                       |
| ---------------------- | ------------------------------------------------------------------------------------------------- | ---------------------------------- | -------------------------------- | ------------------------------- |
| 6 de junho             | Libéma Open 's-Hertogenbosch, Países Baixos ATP 250 € 725.540 – grama – 28S•16Q•16D               | Tim van Rijthoven                  | Daniil Medvedev                  | 6–4, 6–1                        |
| 6 de junho             | Libéma Open 's-Hertogenbosch, Países Baixos ATP 250 € 725.540 – grama – 28S•16Q•16D               | Wesley Koolhof Neal Skupski        | Matthew Ebden Max Purcell        | 4–6, 7–5, [10–6]                |
| 6 de junho             | Boss Open Stuttgart, Alemanha ATP 250 € 769.645 – grama – 28S•16Q•16D                             | Matteo Berrettini                  | Andy Murray                      | 6–4, 5–7, 6–3                   |
| 6 de junho             | Boss Open Stuttgart, Alemanha ATP 250 € 769.645 – grama – 28S•16Q•16D                             | Hubert Hurkacz Mate Pavić          | Tim Pütz Michael Venus           | 7–63, 7–65                      |
| 13 de junho            | Terra Wortmann Open Halle, Alemanha ATP 500 € 2.275.275 – grama – 32S•16Q•16D•4QD                 | Hubert Hurkacz                     | Daniil Medvedev                  | 6–1, 6–4                        |
| 13 de junho            | Terra Wortmann Open Halle, Alemanha ATP 500 € 2.275.275 – grama – 32S•16Q•16D•4QD                 | Marcel Granollers Horacio Zeballos | Tim Pütz Michael Venus           | 6–4, 56–7, [14–12]              |
| 13 de junho            | Cinch Championships Londres, Reino Unido ATP 500 € 2.275.275 – grama – 32S•16Q•16D•4QD            | Matteo Berrettini                  | Filip Krajinović                 | 7–5, 6–4                        |
| 13 de junho            | Cinch Championships Londres, Reino Unido ATP 500 € 2.275.275 – grama – 32S•16Q•16D•4QD            | Nikola Mektić Mate Pavić           | Lloyd Glasspool Harri Heliövaara | 3–6, 7–63, [10–6]               |
| 20 de junho            | Rothesay International Eastbourne Eastbourne, Reino Unido ATP 250 € 760.750 – grama – 28S•16Q•16D | Taylor Fritz                       | Maxime Cressy                    | 6–2, 46–7, 7–64                 |
| 20 de junho            | Rothesay International Eastbourne Eastbourne, Reino Unido ATP 250 € 760.750 – grama – 28S•16Q•16D | Nikola Mektić · Mate Pavić         | Matwé Middelkoop Luke Saville    | 6–4, 6–2                        |
| 20 de junho            | Mallorca Championships Maiorca, Espanha ATP 250 € 951.745 – grama – 28S•16Q•16D                   | Stefanos Tsitsipas                 | Roberto Bautista Agut            | 6–4, 3–6, 7–62                  |
| 20 de junho            | Mallorca Championships Maiorca, Espanha ATP 250 € 951.745 – grama – 28S•16Q•16D                   | Rafael Matos David Vega Hernández  | Ariel Behar Gonzalo Escobar      | 7–65, 66–7, [10–1]              |
| 27 de junho 4 de julho | Torneio de Wimbledon Londres, Reino Unido Grand Slam £ 17.044.000 – grama – 128S•128Q•64D•32DM    | Novak Djokovic                     | Nick Kyrgios                     | 4–6, 6–3, 6–4, 7–63             |
| 27 de junho 4 de julho | Torneio de Wimbledon Londres, Reino Unido Grand Slam £ 17.044.000 – grama – 128S•128Q•64D•32DM    | Matthew Ebden Max Purcell          | Nikola Mektić Mate Pavić         | 7–65, 36–7, 4–6, 6–4, 7–6(10–2) |
| 27 de junho 4 de julho | Torneio de Wimbledon Londres, Reino Unido Grand Slam £ 17.044.000 – grama – 128S•128Q•64D•32DM    | Desirae Krawczyk · Neal Skupski    | Samantha Stosur Matthew Ebden    | 6–4, 6–3                        |

#### Julho
| Semana de   | Torneio                                                                                     | Campeão(s)                        | Vice-campeão(s)                  | Resultado         |
| ----------- | ------------------------------------------------------------------------------------------- | --------------------------------- | -------------------------------- | ----------------- |
| 11 de julho | Nordea Open Båstad, Suécia ATP 250 € 597.900 – saibro – 28S•16Q•16D                         | Francisco Cerúndolo               | Sebastián Báez                   | 7–64, 6–2         |
| 11 de julho | Nordea Open Båstad, Suécia ATP 250 € 597.900 – saibro – 28S•16Q•16D                         | Rafael Matos David Vega Hernández | Simone Bolelli Fabio Fognini     | 6–4, 3–6, [13–11] |
| 11 de julho | Infosys Hall of Fame Open Newport, Estados Unidos ATP 250 US$ 665.330 – grama – 28S•16Q•16D | Maxime Cressy                     | Alexander Bublik                 | 2–6, 6–3, 7–63    |
| 11 de julho | Infosys Hall of Fame Open Newport, Estados Unidos ATP 250 US$ 665.330 – grama – 28S•16Q•16D | William Blumberg · Steve Johnson  | Raven Klaasen Marcelo Melo       | 6–4, 7–5          |
| 18 de julho | Hamburg European Open Hamburgo, Alemanha ATP 500 € 1.911.620 – saibro – 32S•16Q•16D•4QD     | Casper Ruud                       | Matteo Berrettini                | 4–6, 7–64, 6–2    |
| 18 de julho | Hamburg European Open Hamburgo, Alemanha ATP 500 € 1.911.620 – saibro – 32S•16Q•16D•4QD     | Tomislav Brkić Francisco Cabral   | Robin Haase Philipp Oswald       | 6–4, 6–4          |
| 18 de julho | EFG Swiss Open Gstaad Gstaad, Suíça ATP 250 € 597.900 – saibro – 28S•16Q•16D                | Lorenzo Musetti                   | Carlos Alcaraz                   | 6–4, 66–7, 6–4    |
| 18 de julho | EFG Swiss Open Gstaad Gstaad, Suíça ATP 250 € 597.900 – saibro – 28S•16Q•16D                | Lloyd Glasspool Harri Heliövaara  | Rohan Bopanna Matwé Middelkoop   | 6–2, 6–4          |
| 25 de julho | Atlanta Open Atlanta, Estados Unidos ATP 250 US$ 792.980 – duro – 28S•16Q•16D               | Alex de Minaur                    | Jenson Brooksby                  | 6–3, 6–3          |
| 25 de julho | Atlanta Open Atlanta, Estados Unidos ATP 250 US$ 792.980 – duro – 28S•16Q•16D               | ' Thanasi Kokkinakis Nick Kyrgios | Jason Kubler John Peers          | 7–64, 7–5         |
| 25 de julho | Generali Open Kitzbühel, Áustria ATP 250 € 597.900 – saibro – 28S•16Q•16D                   | Roberto Bautista Agut             | Filip Misolic                    | 6–2, 6–2          |
| 25 de julho | Generali Open Kitzbühel, Áustria ATP 250 € 597.900 – saibro – 28S•16Q•16D                   | Pedro Martínez · Lorenzo Sonego   | Tim Pütz Michael Venus           | 5–7, 6–4, [10–8]  |
| 25 de julho | Plava Laguna Croatia Open Umag Umago, Croácia ATP 250 € 597.900 – saibro – 28S•16Q•16D      | Jannik Sinner                     | Carlos Alcaraz                   | 56–7, 6–1 6–1     |
| 25 de julho | Plava Laguna Croatia Open Umag Umago, Croácia ATP 250 € 597.900 – saibro – 28S•16Q•16D      | Simone Bolelli Fabio Fognini      | Lloyd Glasspool Harri Heliövaara | 5–7, 7–66, [10–7] |

#### Agosto
| Semana de                  | Torneio                                                                                                | Campeã(s)(o/ões)                     | Vice-campeã(s)(o/ões)                   | Resultado           |
| -------------------------- | --- | ------------------------------------ | --------------------------------------- | ------------------- |
| 1º de agosto               | Citi Open Washington, Estados Unidos ATP 500 US$ 2.108.110 – duro – 48S•24Q•16D•4QD                    | Nick Kyrgios                         | Yoshihito Nishioka                      | 6–4, 6–3            |
| 1º de agosto               | Citi Open Washington, Estados Unidos ATP 500 US$ 2.108.110 – duro – 48S•24Q•16D•4QD                    | Nick Kyrgios Jack Sock               | Ivan Dodig Austin Krajicek              | 7–5, 6–4            |
| 1º de agosto               | Abierto de Tenis Mifel San José del Cabo, México ATP 250 US$ 920.625 – duro – 28S•16Q•16D              | Daniil Medvedev                      | Cameron Norrie                          | 7–5, 6–0            |
| 1º de agosto               | Abierto de Tenis Mifel San José del Cabo, México ATP 250 US$ 920.625 – duro – 28S•16Q•16D              | William Blumberg · Miomir Kecmanović | Raven Klaasen Marcelo Melo              | 6–0, 6–1            |
| 8 de agosto                | Omnium Banque Nationale Montreal, Canadá ATP Masters 1000 US$ 6.573.785 – duro – 56S•28Q•28D           | Pablo Carreño Busta                  | Hubert Hurkacz                          | 3–6, 6–3, 6–3       |
| 8 de agosto                | Omnium Banque Nationale Montreal, Canadá ATP Masters 1000 US$ 6.573.785 – duro – 56S•28Q•28D           | Wesley Koolhof Neal Skupski          | Daniel Evans John Peers                 | 6–2, 4–6, [10–6]    |
| 15 de agosto               | Western & Southern Open Cincinnati, Estados Unidos ATP Masters 1000 US$ 6.971.275 – duro – 56S•28Q•28D | Borna Ćorić                          | Stefanos Tsitsipas                      | 7–60, 6–2           |
| 15 de agosto               | Western & Southern Open Cincinnati, Estados Unidos ATP Masters 1000 US$ 6.971.275 – duro – 56S•28Q•28D | Rajeev Ram Joe Salisbury             | Tim Pütz Michael Venus                  | 7–64, 7–65          |
| 22 de agosto               | Winston-Salem Open Winston-Salem, Estados Unidos ATP 250 US$ 823.420 – duro – 48S•16Q•16D              | Adrian Mannarino                     | Laslo Djere                             | 7–61, 6–4           |
| 22 de agosto               | Winston-Salem Open Winston-Salem, Estados Unidos ATP 250 US$ 823.420 – duro – 48S•16Q•16D              | Matthew Ebden Jamie Murray           | Hugo Nys Jan Zieliński                  | 6–4, 6–2            |
| 29 de agosto 5 de setembro | US Open Nova York, Estados Unidos Grand Slam US$ 28.249.050 – duro – 128S•128D•64D•32DM                | Carlos Alcaraz                       | Casper Ruud                             | 6–4, 2–6, 7–61, 6–3 |
| 29 de agosto 5 de setembro | US Open Nova York, Estados Unidos Grand Slam US$ 28.249.050 – duro – 128S•128D•64D•32DM                | Rajeev Ram · Joe Salisbury           | Wesley Koolhof Neal Skupski             | 7–64, 7–5           |
| 29 de agosto 5 de setembro | US Open Nova York, Estados Unidos Grand Slam US$ 28.249.050 – duro – 128S•128D•64D•32DM                | Storm Sanders · John Peers           | Kirsten Flipkens Édouard Roger-Vasselin | 4–6, 6–4, [10–7]    |

#### Setembro
| Semana de      | Torneio | Campeão(s) | Vice-campeão(s) | Resultado |
| -------------- | --- | --- | --- | --- |
| 12 de setembro | Copa Davis: Finais - Fase de grupos Bolonha, Itália – duro (coberto) Valência, Espanha – duro (coberto) Hamburgo, Alemanha – duro (coberto) Glasgow, Reino Unido – duro (coberto) Competição de longa duração entre países – 16E | Classificadas à próxima fase: · Itália / Croácia · Espanha / Canadá · Alemanha / Austrália · Países Baixos / Estados Unidos | Classificadas à próxima fase: · Itália / Croácia · Espanha / Canadá · Alemanha / Austrália · Países Baixos / Estados Unidos       | Classificadas à próxima fase: · Itália / Croácia · Espanha / Canadá · Alemanha / Austrália · Países Baixos / Estados Unidos |
| 19 de setembro | Moselle Open Metz, França ATP 250 € 597.900 – duro (coberto) – 28S•16Q•16D | Lorenzo Sonego | Alexander Bublik | 7–63, 6–2 |
| 19 de setembro | Moselle Open Metz, França ATP 250 € 597.900 – duro (coberto) – 28S•16Q•16D | Hugo Nys · Jan Zieliński | Lloyd Glasspool Harri Heliövaara                                                                                                  | 7–65, 6–4 |
| 19 de setembro | San Diego Open San Diego, Estados Unidos ATP 250 US$ 612.000 – duro – 28S•16Q•16D | Brandon Nakashima | Marcos Giron | 6–4, 6–4 |
| 19 de setembro | San Diego Open San Diego, Estados Unidos ATP 250 US$ 612.000 – duro – 28S•16Q•16D | Nathaniel Lammons · Jackson Withrow                                                                                         | Jason Kubler Luke Saville | 7–65, 6–2 |
| 19 de setembro | Laver Cup Londres, Reino Unido Competição intercontinental – exibição duro (coberto) – 2E | Time Mundo Félix Auger-Aliassime Alex de Minaur Taylor Fritz Diego Schwartzman Jack Sock Frances Tiafoe                     | Time Europa Matteo Berrettini Novak Djokovic Roger Federer Andy Murray Rafael Nadal Cameron Norrie Casper Ruud Stefanos Tsitsipas | 13–8 |
| 26 de setembro | Chengdu Open Chengdu, China ATP 250 US$ – duro – 28S•16Q•16D | Cancelado devido à pandemia de COVID-19'                                                                                    | Cancelado devido à pandemia de COVID-19'                                                                                          | Cancelado devido à pandemia de COVID-19'                                                                                    |
| 26 de setembro | Eugene Korea Open Tennis Championships Seul, Coreia do Sul ATP 250 $ 1.237.570 – duro – 28S•16Q•16D | Yoshihito Nishioka | Denis Shapovalov | 6–4, 7–65 |
| 26 de setembro | Eugene Korea Open Tennis Championships Seul, Coreia do Sul ATP 250 $ 1.237.570 – duro – 28S•16Q•16D | Raven Klaasen Nathaniel Lammons                                                                                             | Nicolás Barrientos Miguel Ángel Reyes-Varela                                                                                      | 6–1, 7–5 |
| 26 de setembro | Sofia Open Sófia, Bulgária ATP 250 € 597.900 – duro (coberto) – 28S•16Q•16D | Marc-Andrea Hüsler | Holger Rune | 6–4, 7–68 |
| 26 de setembro | Sofia Open Sófia, Bulgária ATP 250 € 597.900 – duro (coberto) – 28S•16Q•16D | Rafael Matos David Vega Hernández                                                                                           | Fabian Fallert Oscar Otte | 3–6, 7–5, [10–8] |
| 26 de setembro | Tel Aviv Watergen Open Tel Aviv, Israel ATP 250 US$ 1.019.855 – duro (coberto) – 28S•16Q•16D | Novak Djokovic | Marin Čilić | 6–3, 6–4 |
| 26 de setembro | Tel Aviv Watergen Open Tel Aviv, Israel ATP 250 US$ 1.019.855 – duro (coberto) – 28S•16Q•16D | Rohan Bopanna Matwé Middelkoop                                                                                              | Santiago González Andrés Molteni                                                                                                  | 6–2, 6–4 |
| 26 de setembro | Zhuhai Championships Zhuhai, China ATP 250 US$ – duro – 28S•16Q•16D | Cancelado devido à pandemia de COVID-19'                                                                                    | Cancelado devido à pandemia de COVID-19'                                                                                          | Cancelado devido à pandemia de COVID-19'                                                                                    |

#### Outubro
| Semana de     | Torneio                                                                                              | Campeão(s)                                        | Vice-campeão(s)                                   | Resultado                                         |
| ------------- | --- | ------------------------------------------------- | ------------------------------------------------- | ------------------------------------------------- |
| 3 de outubro  | Astana Open Astana, Cazaquistão ATP 500 US$ 2.054.825 – duro (coberto) – 32S•16Q•16D•4QD             | Novak Djokovic                                    | Stefanos Tsitsipas                                | 6–3, 6–4                                          |
| 3 de outubro  | Astana Open Astana, Cazaquistão ATP 500 US$ 2.054.825 – duro (coberto) – 32S•16Q•16D•4QD             | Nikola Mektić Mate Pavić                          | Adrian Mannarino Fabrice Martin                   | 6–4, 6–2                                          |
| 3 de outubro  | China Open Pequim, China ATP 500 US$ – duro – 32S•16Q•16D•4QD                                        | Cancelado devido à pandemia de COVID-19           | Cancelado devido à pandemia de COVID-19           | Cancelado devido à pandemia de COVID-19           |
| 3 de outubro  | Rakuten Japan Open Tennis Championships Tóquio, Japão ATP 500 US$ 2.108.110 – duro – 32S•16Q•16D•4QD | Taylor Fritz                                      | Frances Tiafoe                                    | 7–63, 7–62                                        |
| 3 de outubro  | Rakuten Japan Open Tennis Championships Tóquio, Japão ATP 500 US$ 2.108.110 – duro – 32S•16Q•16D•4QD | Mackenzie McDonald · Marcelo Melo                 | Rafael Matos David Vega Hernández                 | 6–4, 3–6, [10–4]                                  |
| 10 de outubro | Rolex Shanghai Masters Xangai, China ATP Masters 1000 US$ – duro – 56S•28Q•32D                       | Cancelado devido à pandemia de COVID-19'          | Cancelado devido à pandemia de COVID-19'          | Cancelado devido à pandemia de COVID-19'          |
| 10 de outubro | UniCredit Firenze Open Florença, Itália ATP 250 € 612.000 – duro (coberto) – 28S•16Q•16D             | Félix Auger-Aliassime                             | J.J. Wolf                                         | 6–4, 6–4                                          |
| 10 de outubro | UniCredit Firenze Open Florença, Itália ATP 250 € 612.000 – duro (coberto) – 28S•16Q•16D             | Nicolas Mahut Édouard Roger-Vasselin              | Ivan Dodig Austin Krajicek                        | 7–64, 6–3                                         |
| 10 de outubro | Gijón Open Gijón, Espanha ATP 250 € 675.345 – duro (coberto) – 28S•16Q•16D                           | Andrey Rublev                                     | Sebastian Korda                                   | 6–2, 6–3                                          |
| 10 de outubro | Gijón Open Gijón, Espanha ATP 250 € 675.345 – duro (coberto) – 28S•16Q•16D                           | Máximo González Andrés Molteni                    | Nathaniel Lammons Jackson Withrow                 | 66–7, 7–64, [10–5]                                |
| 17 de outubro | European Open Antuérpia, Bélgica ATP 250 € 725.540 – duro (coberto) – 28S•16Q•16D                    | Félix Auger-Aliassime                             | Sebastian Korda                                   | 6–3, 6–4                                          |
| 17 de outubro | European Open Antuérpia, Bélgica ATP 250 € 725.540 – duro (coberto) – 28S•16Q•16D                    | Tallon Griekspoor · Botic van de Zandschulp       | Rohan Bopanna Matwé Middelkoop                    | 3–6, 6–3, [10–5]                                  |
| 17 de outubro | Stockholm Open Estocolmo, Suécia ATP 250 € 725.540 – duro (coberto) – 28S•16Q•16D                    | Holger Rune                                       | Stefanos Tsitsipas                                | 6–4, 6–4                                          |
| 17 de outubro | Stockholm Open Estocolmo, Suécia ATP 250 € 725.540 – duro (coberto) – 28S•16Q•16D                    | Marcelo Arévalo Jean-Julien Rojer                 | Lloyd Glasspool Harri Heliövaara                  | 6–3, 6–3                                          |
| 17 de outubro | VTB Kremlin Cup Moscou, Rússia ATP 250 US$ – duro (coberto) – 28S•16Q•16D                            | Cancelado devido à invasão da Ucrânia pela Rússia | Cancelado devido à invasão da Ucrânia pela Rússia | Cancelado devido à invasão da Ucrânia pela Rússia |
| 17 de outubro | Tennis Napoli Cup Nápoles, Itália ATP 250 € 612.000 – duro – 28S•16Q•16D                             | Lorenzo Musetti                                   | Matteo Berrettini                                 | 7–65, 6–2                                         |
| 17 de outubro | Tennis Napoli Cup Nápoles, Itália ATP 250 € 612.000 – duro – 28S•16Q•16D                             | Ivan Dodig Austin Krajicek                        | Matthew Ebden John Peers                          | 6–3, 1–6, [10–8]                                  |
| 24 de outubro | Swiss Indoors Basileia, Suíça ATP 500 € 2.276.105 – duro (coberto) – 32S•16Q•16D•4QD                 | Félix Auger-Aliassime                             | Holger Rune                                       | 6–3, 7–5                                          |
| 24 de outubro | Swiss Indoors Basileia, Suíça ATP 500 € 2.276.105 – duro (coberto) – 32S•16Q•16D•4QD                 | Ivan Dodig Austin Krajicek                        | Nicolas Mahut Édouard Roger-Vasselin              | 6–4, 7–65                                         |
| 24 de outubro | Erste Bank Open Viena, Áustria ATP 500 € 2.489.935 – duro (coberto) – 32S•16Q•16D•4QD                | Daniil Medvedev                                   | Denis Shapovalov                                  | 4–6, 6–3, 6–2                                     |
| 24 de outubro | Erste Bank Open Viena, Áustria ATP 500 € 2.489.935 – duro (coberto) – 32S•16Q•16D•4QD                | Alexander Erler Lucas Miedler                     | Santiago González Andrés Molteni                  | 6–3, 7–61                                         |
| 31 de outubro | Rolex Paris Masters Paris, França ATP Masters 1000 € 6.008.725 – duro (coberto) – 56S•28Q•24D        | Holger Rune                                       | Novak Djokovic                                    | 3–6, 6–3, 7–5                                     |
| 31 de outubro | Rolex Paris Masters Paris, França ATP Masters 1000 € 6.008.725 – duro (coberto) – 56S•28Q•24D        | Wesley Koolhof Neal Skupski                       | Ivan Dodig Austin Krajicek                        | 7–65, 6–4                                         |

#### Novembro
| Semana de      | Torneio | Campeão(s)                                                                                             | Vice-campeão(s)                                                                                 | Resultado       |
| -------------- | --- | --- | ----------------------------------------------------------------------------------------------- | --------------- |
| 7 de novembro  | Intesa Sanpaolo Next Gen ATP Finals Milão, Itália Competição entre jovens promessas - exibição US$ 1.400.000 – duro (coberto) – 8S | Brandon Nakashima                                                                                      | Jiří Lehečka                                                                                    | 4–35, 4–36, 4–2 |
| 14 de novembro | Nitto ATP Finals Turim, Itália Torneio de fim de temporada US$ 14.750.000 – duro (coberto) – 8S•8D                                 | Novak Djokovic                                                                                         | Casper Ruud                                                                                     | 7–5, 6–3        |
| 14 de novembro | Nitto ATP Finals Turim, Itália Torneio de fim de temporada US$ 14.750.000 – duro (coberto) – 8S•8D                                 | Rajeev Ram Joe Salisbury                                                                               | Nikola Mektić Mate Pavić                                                                        | 7–64, 6–4       |
| 21 de novembro | Copa Davis: Finais - Fase eliminatória Málaga, Espanha Competição de longa duração entre países duro (coberto) – 16E               | Canadá · Félix Auger-Aliassime · Gabriel Diallo · Alexis Galarneau · Vasek Pospisil · Denis Shapovalov | Austrália · Alex de Minaur · Matthew Ebden · Thanasi Kokkinakis · Max Purcell · Jordan Thompson | 2–0             |

## Prêmios em dinheiro
Em 5 de dezembro de 2022.
| #  | Jogador               | Simples        | Duplas      | Total          |
| -- | --------------------- | -------------- | ----------- | -------------- |
| 1  | Carlos Alcaraz        | US$ 10.074.813 | US$ 27.517  | US$ 10.102.330 |
| 2  | Novak Djokovic        | US$ 9.934.582  | US$ 0       | US$ 9.934.582  |
| 3  | Rafael Nadal          | US$ 9.367.056  | US$ 1.270   | US$ 9.368.326  |
| 4  | Casper Ruud           | US$ 8.114.542  | US$ 12.274  | US$ 8.126.816  |
| 5  | Stefanos Tsitsipas    | US$ 6.445.442  | US$ 168.974 | US$ 6.614.416  |
| 6  | Félix Auger-Aliassime | US$ 4.722.592  | US$ 78.700  | US$ 4.801.292  |
| 7  | Andrey Rublev         | US$ 4.543.247  | US$ 123.707 | US$ 4.666.954  |
| 8  | Taylor Fritz          | US$ 4.489.807  | US$ 80.674  | US$ 4.570.481  |
| 9  | Daniil Medvedev       | US$ 4.146.312  | US$ 32.212  | US$ 4.178.524  |
| 10 | Hubert Hurkacz        | US$ 3.356.575  | US$ 407.589 | US$ 3.764.164  |

## Rankings
| Ranking final de simples (28 de novembro de 2022) | Ranking final de simples (28 de novembro de 2022) | Ranking final de simples (28 de novembro de 2022) | Ranking final de simples (28 de novembro de 2022) | Ranking final de simples (28 de novembro de 2022) |
| Pos.                                              | Jogador                                           | Idade                                             | Pontos                                            | Torneios                                          |
| ------------------------------------------------- | ------------------------------------------------- | ------------------------------------------------- | ------------------------------------------------- | ------------------------------------------------- |
| 1º                                                | Carlos Alcaraz                                    | 19                                                | 6.820                                             | 17                                                |
| 2º                                                | Rafael Nadal                                      | 36                                                | 6.020                                             | 14                                                |
| 3º                                                | Casper Ruud                                       | 23                                                | 5.820                                             | 23                                                |
| 4º                                                | Stefanos Tsitsipas                                | 24                                                | 5.550                                             | 23                                                |
| 5º                                                | Novak Djokovic                                    | 35                                                | 4.820                                             | 14                                                |
| 6º                                                | Félix Auger-Aliassime                             | 22                                                | 4.195                                             | 26                                                |
| 7º                                                | Daniil Medvedev                                   | 26                                                | 4.065                                             | 21                                                |
| 8º                                                | Andrey Rublev                                     | 25                                                | 3.930                                             | 23                                                |
| 9º                                                | Taylor Fritz                                      | 25                                                | 3.355                                             | 21                                                |
| 10º                                               | Hubert Hurkacz                                    | 25                                                | 2.905                                             | 21                                                |
| 11º                                               | Holger Rune                                       | 19                                                | 2.888                                             | 27                                                |
| 12º                                               | Alexander Zverev                                  | 25                                                | 2.700                                             | 18                                                |
| 13º                                               | Pablo Carreño Busta                               | 31                                                | 2.495                                             | 24                                                |
| 14º                                               | Cameron Norrie                                    | 27                                                | 2.445                                             | 23                                                |
| 15º                                               | Jannik Sinner                                     | 21                                                | 2.410                                             | 18                                                |
| 16º                                               | Matteo Berrettini                                 | 26                                                | 2.375                                             | 19                                                |
| 17º                                               | Marin Čilić                                       | 34                                                | 2.105                                             | 20                                                |
| 18º                                               | Denis Shapovalov                                  | 23                                                | 2.075                                             | 23                                                |
| 19º                                               | Frances Tiafoe                                    | 24                                                | 2.000                                             | 22                                                |
| 20º                                               | Karen Khachanov                                   | 26                                                | 1.990                                             | 25                                                |

| Ranking final de duplas (28 de novembro de 2022) | Ranking final de duplas (28 de novembro de 2022) | Ranking final de duplas (28 de novembro de 2022) | Ranking final de duplas (28 de novembro de 2022) | Ranking final de duplas (28 de novembro de 2022) |
| Pos.                                             | Jogador                                          | Idade                                            | Pontos                                           | Torneios                                         |
| ------------------------------------------------ | ------------------------------------------------ | ------------------------------------------------ | ------------------------------------------------ | ------------------------------------------------ |
| 1º                                               | Wesley Koolhof                                   | 33                                               | 7.850                                            | 24                                               |
| 1º                                               | Neal Skupski                                     | 32                                               | 7.850                                            | 24                                               |
| 3º                                               | Rajeev Ram                                       | 38                                               | 7.480                                            | 19                                               |
| 4º                                               | Joe Salisbury                                    | 30                                               | 7.390                                            | 18                                               |
| 5º                                               | Mate Pavić                                       | 29                                               | 5.325                                            | 25                                               |
| 6º                                               | Marcelo Arévalo                                  | 32                                               | 5.230                                            | 24                                               |
| 6º                                               | Jean-Julien Rojer                                | 41                                               | 5.230                                            | 24                                               |
| 8º                                               | Nikola Mektić                                    | 33                                               | 5.120                                            | 24                                               |
| 9º                                               | Ivan Dodig                                       | 37                                               | 4.210                                            | 28                                               |
| 10º                                              | Austin Krajicek                                  | 32                                               | 4.205                                            | 30                                               |
| 11º                                              | Harri Heliövaara                                 | 33                                               | 4.000                                            | 28                                               |
| 12º                                              | Lloyd Glasspool                                  | 29                                               | 3.955                                            | 29                                               |
| 13º                                              | Nick Kyrgios                                     | 27                                               | 3.940                                            | 11                                               |
| 14º                                              | Horacio Zeballos                                 | 37                                               | 3.710                                            | 21                                               |
| 15º                                              | Thanasi Kokkinakis                               | 26                                               | 3.620                                            | 12                                               |
| 16º                                              | Michael Venus                                    | 35                                               | 3.590                                            | 23                                               |
| 17º                                              | Marcel Granollers                                | 36                                               | 3.560                                            | 19                                               |
| 18º                                              | Tim Pütz                                         | 35                                               | 3.485                                            | 19                                               |
| 19º                                              | Rohan Bopanna                                    | 42                                               | 3.420                                            | 28                                               |
| 20º                                              | John Isner                                       | 37                                               | 3.320                                            | 8                                                |

## Distribuição de pontos
A distribuição de pontos para a temporada de 2022 foi definida:
| Categoria              | T          | F                                        | SF                                       | QF                                       | R16                                      | R32                                      | R64                                      | R128                                     | Q                                        | Q3                                       | Q2                                       | Q1                                       |
| ---------------------- | ---------- | ---------------------------------------- | ---------------------------------------- | ---------------------------------------- | ---------------------------------------- | ---------------------------------------- | ---------------------------------------- | ---------------------------------------- | ---------------------------------------- | ---------------------------------------- | ---------------------------------------- | ---------------------------------------- |
| Grand Slam (S)†        | 2000       | 1200                                     | 720                                      | 360                                      | 180                                      | 90                                       | 45                                       | 10                                       | 25                                       | 16                                       | 8                                        | 0                                        |
| Grand Slam (D)†        | 2000       | 1200                                     | 720                                      | 360                                      | 180                                      | 90                                       | 0                                        | –                                        | –                                        | –                                        | –                                        | –                                        |
| ATP Finals (S/D)       | 900+FG     | 400+FG                                   | FG                                       | Fase de grupos (FG): 200 por vitória     | Fase de grupos (FG): 200 por vitória     | Fase de grupos (FG): 200 por vitória     | Fase de grupos (FG): 200 por vitória     | Fase de grupos (FG): 200 por vitória     | Fase de grupos (FG): 200 por vitória     | Fase de grupos (FG): 200 por vitória     | Fase de grupos (FG): 200 por vitória     | Fase de grupos (FG): 200 por vitória     |
| ATP Masters 1000 (96S) | 1000       | 600                                      | 360                                      | 180                                      | 90                                       | 45                                       | 25                                       | 10                                       | 16                                       | –                                        | 8                                        | 0                                        |
| ATP Masters 1000 (56S) | 1000       | 600                                      | 360                                      | 180                                      | 90                                       | 45                                       | 10                                       | –                                        | 25                                       | –                                        | 16                                       | 0                                        |
| ATP Masters 1000 (32D) | 1000       | 600                                      | 360                                      | 180                                      | 90                                       | 0                                        | –                                        | –                                        | –                                        | –                                        | –                                        | –                                        |
| ATP 500 (48S)          | 500        | 300                                      | 180                                      | 90                                       | 45                                       | 20                                       | 0                                        | –                                        | 10                                       | –                                        | 4                                        | 0                                        |
| ATP 500 (32/28S)       | 500        | 300                                      | 180                                      | 90                                       | 45                                       | 0                                        | –                                        | –                                        | 20                                       | –                                        | 10                                       | 0                                        |
| ATP 500 (16D)          | 500        | 300                                      | 180                                      | 90                                       | 0                                        | –                                        | –                                        | –                                        | 45                                       | –                                        | 25                                       | 0                                        |
| ATP 250 (56/48S)       | 250        | 150                                      | 90                                       | 45                                       | 20                                       | 10                                       | 0                                        | –                                        | 5                                        | –                                        | 3                                        | 0                                        |
| ATP 250 (32/28S)       | 250        | 150                                      | 90                                       | 45                                       | 20                                       | 0                                        | –                                        | –                                        | 12                                       | –                                        | 6                                        | 0                                        |
| ATP 250 (16D)          | 250        | 150                                      | 90                                       | 45                                       | 0                                        | –                                        | –                                        | –                                        | –                                        | –                                        | –                                        | –                                        |
| ATP Cup (S)            | 750 (max.) | Para mais detalhes, veja ATP Cup de 2022 | Para mais detalhes, veja ATP Cup de 2022 | Para mais detalhes, veja ATP Cup de 2022 | Para mais detalhes, veja ATP Cup de 2022 | Para mais detalhes, veja ATP Cup de 2022 | Para mais detalhes, veja ATP Cup de 2022 | Para mais detalhes, veja ATP Cup de 2022 | Para mais detalhes, veja ATP Cup de 2022 | Para mais detalhes, veja ATP Cup de 2022 | Para mais detalhes, veja ATP Cup de 2022 | Para mais detalhes, veja ATP Cup de 2022 |
| ATP Cup (D)            | 250 (max.) |                                          |                                          |                                          |                                          |                                          |                                          |                                          |                                          |                                          |                                          |                                          |

† Não aplicável ao Torneio de Wimbledon, que não ofereceu pontos em 2022.

## Prêmios
Os vencedores do ATP Awards de 2022 foram anunciados em dezembro.
- Jogador do ano:  Carlos Alcaraz;
- Dupla do ano:  Wesley Koolhof /  Neal Skupski;
- Jogador que mais evoluiu:  Carlos Alcaraz;
- Revelação do ano:  Holger Rune;
- Retorno do ano:  Borna Ćorić;
- Treinador do ano:  Juan Carlos Ferrero ( Carlos Alcaraz).

- Esportividade Stefan Edberg:  Casper Ruud;
- Humanitarismo Arthur Ashe:  Andy Murray;
- Excelência em mídia Ron Bookman:  Sebastián Torok.

Torneios do ano:
- ATP Masters 1000:  Indian Wells;
- ATP 500:  Queen's;
- ATP 250:  Doha.

Favoritos do torcedor:
- Jogador:  Rafael Nadal;
- Dupla:  Thanasi Kokkinakis /  Nick Kyrgios.